# خورخه کوردوبا
خورخه کوردوبا (انگلیسی: Jorge Córdoba؛ زادهٔ ۱۲ دسامبر ۱۹۸۷) بازیکن فوتبال اهل آرژانتین است.
از باشگاه‌هایی که در آن بازی کرده‌است می‌توان به باشگاه فوتبال گودوی کروز، باشگاه فوتبال آرسنال ساراندی، و باشگاه فوتبال جیمناسیا لاپلاتا اشاره کرد.